# Antsaravibe
Antsaravibe is een plaats in Madagaskar gelegen in het district Ambilobe van de regio Diana. In 2001 telde de plaats bij de volkstelling 10.648 inwoners.
In de plaats is basisonderwijs en voortgezet onderwijs voor jonge kinderen beschikbaar. 49% van de bevolking is landbouwer. Er wordt met name suikerriet, katoen en tabak verbouwd. 50% van de bevolking houdt zich bezig met visserij en 1% van de bevolking voorziet zich in levensonderhoud via de dienstensector.